# Tubefilter
Tubefilter, Inc. es una empresa privada con sede en Los Ángeles, California, empresa matriz de varios sitios web que se dedican a hablar de la industria del entretenimiento en línea. Tubefilter es más conocido por Tubefilter News, un blog creado para los fans, influencers y distribuidores de televisión web .
Tubefilter News ha sido citado por Variety, el Washington Post, el Christian Science Monitor, The Wrap, y BusinessWeek por hablar de la televisión web. Está clasificado entre los 1.600 blogs más importantes del mundo según Technorati.
La compañía también opera y patrocina los Streamy Awards, unos premios anuales para la televisión web, además de reuniones mensuales relacionadas con las series web. En octubre de 2009, Tubefilter adquirió el sitio de reseñas y entretenimiento en línea Tilzy.tv.

## Network
Tubefilter es empresa matriz de un grupo de blogs y servicios. Entre estos se encuentran:
- Tubefilter News (lanzado en junio de 2008), un periódico comercial sobre la industria del entretenimiento en línea.[17]
- Tubefilter Jobs (lanzado en febrero de 2009), un nuevo sitio web centrado en la televisión web.[18]
- Web TV Schedule (lanzado en agosto de 2008), una guía de horarios de lanzamiento de series y películas web.[19]

## Eventos
Tubefilter patrocina un grupo de eventos en Los Ángeles y Nueva York. Entre éstos están:
- Onfronts (lanzado en junio de 2009), un evento digital semestral dedicado a la industria de la televisión web.
- Web TV Meetups (lanzado en agosto de 2008), una serie de eventos comunitarios en Los Ángeles.
- Web TV Week (lanzada en marzo de 2009), una serie de eventos de televisión web de una semana de duración que tiene lugar en las temporadas de primavera y otoño de Los Ángeles.

## Programas y patrocinios
Tubefilter patrocina una serie de premios relacionados con la televisión web. Son anfitriones de los Streamy Awards. La empresa también fue una de las compañías fundadoras de la International Academy of Web Television.